# (1018) Arnolda
(1018) Arnolda est un astéroïde de la ceinture principale. Sa distance minimale d'intersection de l'orbite terrestre est de 0,907 266 ua.
(1018) Arnolda a été découvert le 3 mars 1924 par l'astronome allemand Karl Reinmuth. Sa désignation provisoire était 1924 QM.
Son nom actuel rend hommage au physicien allemand Arnold Berliner.